# Езерец
Езерец (грч. Πετροπουλάκι, до 1926. грч. Έζερετς) је насељено место у општини Рупишта у периферији Западна Македонија, Грчка. Према попису из 2021. године било је 12 становника.
Према бугарском географу и историчару, Василу Канчову, у Езерцу је 1900. године живело 105 Словена хришћана. Македонски историчар Тодор Симовски, 1998. године наводи да је Езерец словенско насеље.